# Oberfrauendorf
Oberfrauendorf ist ein Ortsteil der sächsischen Stadt Glashütte im Landkreis Sächsische Schweiz-Osterzgebirge.

## Geografie
Oberfrauendorf liegt zu Füßen der Kohlkuppe (614 Meter) im Osterzgebirge. Auf ihr befindet sich eine in den 1860er Jahren errichtete Vermessungssäule der Königlich-Sächsischen Triangulation.
Angelegt ist Oberfrauendorf als Waldhufendorf entlang eines in den höheren Lagen entspringenden Baches, dem Grimmschen Wasser (benannt nach Reinhardtsgrimma) oder Lockwitzbach. Dieser Bach fließt in nördliche Richtung um in Dresden-Laubegast in die Elbe zu münden.

### Nachbarorte
| Ulberndorf   | Elend                                       | Niederfrauendorf |
| Obercarsdorf | Kompassrose, die auf Nachbargemeinden zeigt | Cunnersdorf      |
| Naundorf     | Schmiedeberg                                | Johnsbach        |

## Geschichte
Die erste urkundliche Erwähnung war am 14. Mai 1404 als das Dorf Oberfrawendorff, neben den Ortschaften Cunnersdorf, 
Hoenwalde und Schlottwitz vom Markgraf Wilhelm von Meißen den Tyczemann von Grunenrode und Renczen von Grimme (Reinhardtsgrimma) beliehen wurde.